# Kallima inachus
A Kallima inachus a rovarok (Insecta) osztályának lepkék (Lepidoptera) rendjébe, ezen belül a tarkalepkefélék (Nymphalidae) családjába tartozó faj.

## Előfordulása
A Kallima inachus előfordulási területe Dél- és Délkelet-Ázsia trópusi részein van. A következő országokban lelhető fel: India, Nepál, Bhután, Banglades, Mianmar, Kína, Thaiföld, Laosz, Kínai Köztársaság és Vietnám. 2000-ben Pakisztánban is észrevették. Legészakibb elterjedése Japánban van. A Himalájában a 400-1400 méteres magasságok között levő trópusi lombhullató erdőkben és az 1200 méteres magasságban található szubtrópusi örökzöld erdőkben is megtalálható. Néha 1800 méter tengerszint feletti magasságba is felrepül.

## Alfajai
- Kallima inachus alboinachus Nakamura & Wakahara, 2013 - Laosz
- Kallima inachus alicia Joicey & Talbot, 1921 - Kína
- Kallima inachus chinensis Swinhoe, 1893 - Kína
- Kallima inachus formosana Fruhstorfer, 1912 - Kínai Köztársaság
- Kallima inachus inachus (Doyère, 1840)
- Kallima inachus siamensis Fruhstorfer, 1912 - Thaiföld

## Megjelenése
Szárnyfesztávolsága 8,5–11 centiméter közötti, mivel két alakja van: a száraz évszakbeli és az esős évszakbeli; az előbbi nagyobb, a száraz évszakbelinél, bár a színezetük nagyjából megegyezik. Szárnyának felső fele kékes-feketés, egy-egy sárga sávval az elülső szárny elülső részén; a szárnyak végén levő fekete részben fehér pontok láthatók. A szárny alulsó fele épp olyan, mint a száraz levél; még a levelek erezetét is utánozza. Nyugalmi állapotban, felemelt szárnyakkal tökéletesen álcázza magát a száraz lombhullató erdőkben.

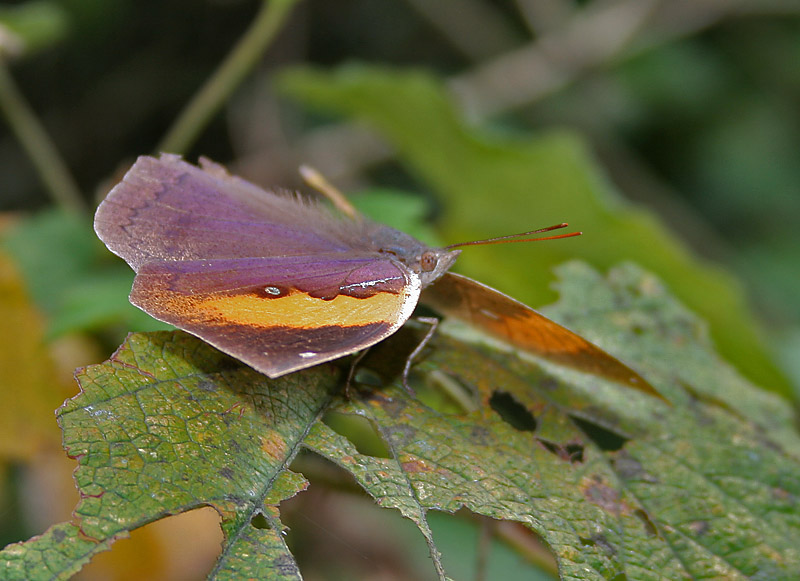
Száraz évszaki nőstény felülről
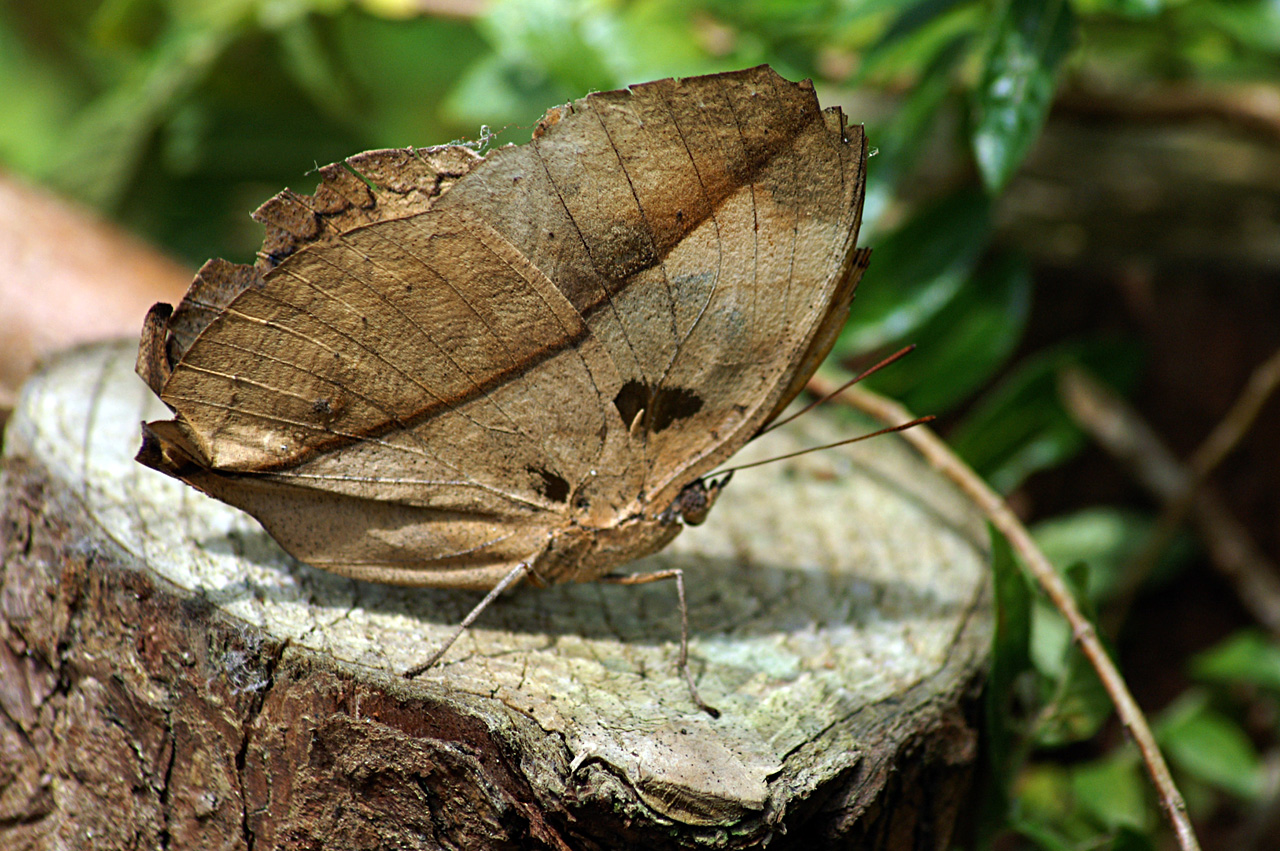
és alulról
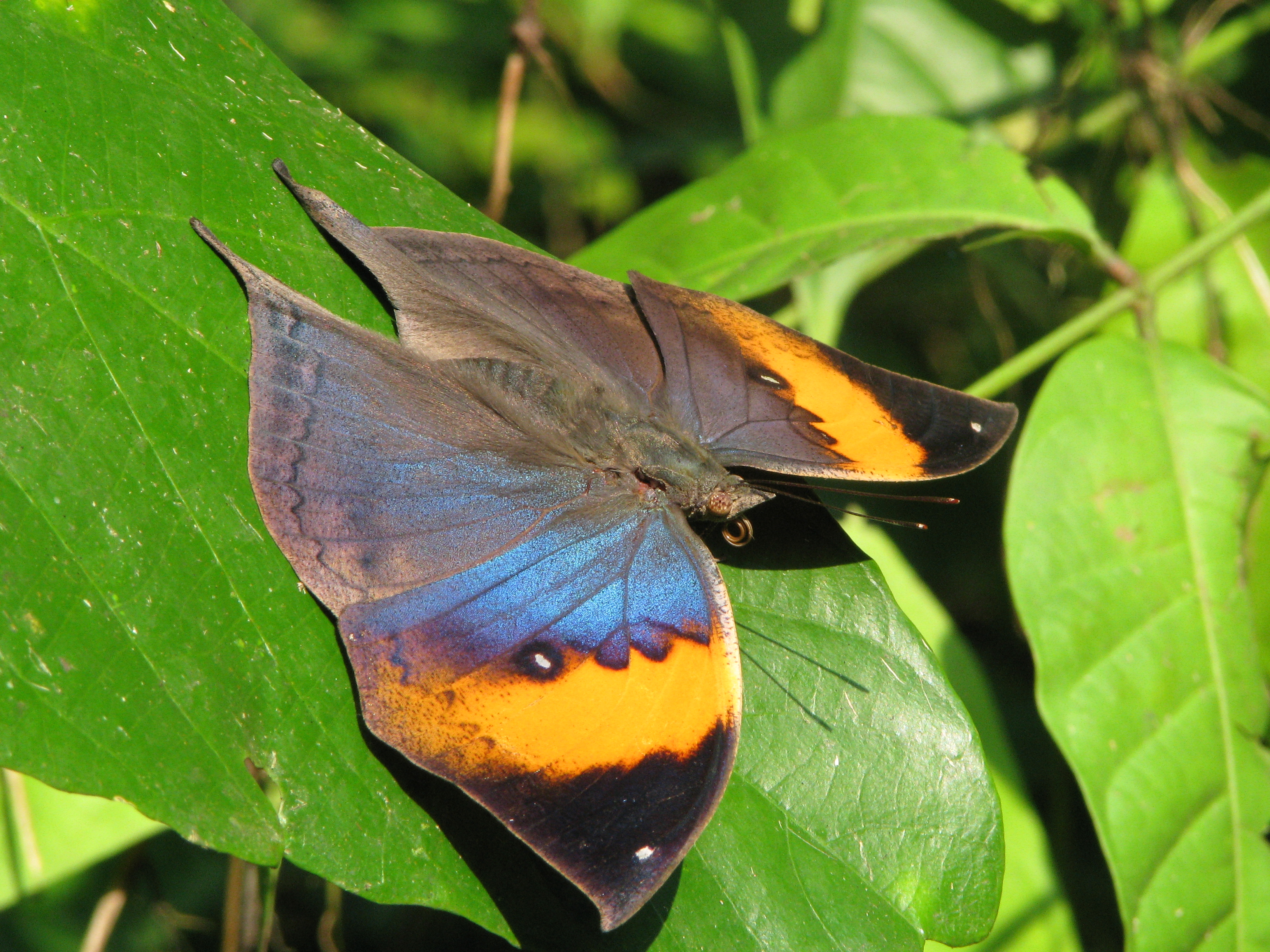
Esős évszaki nőstény felülről
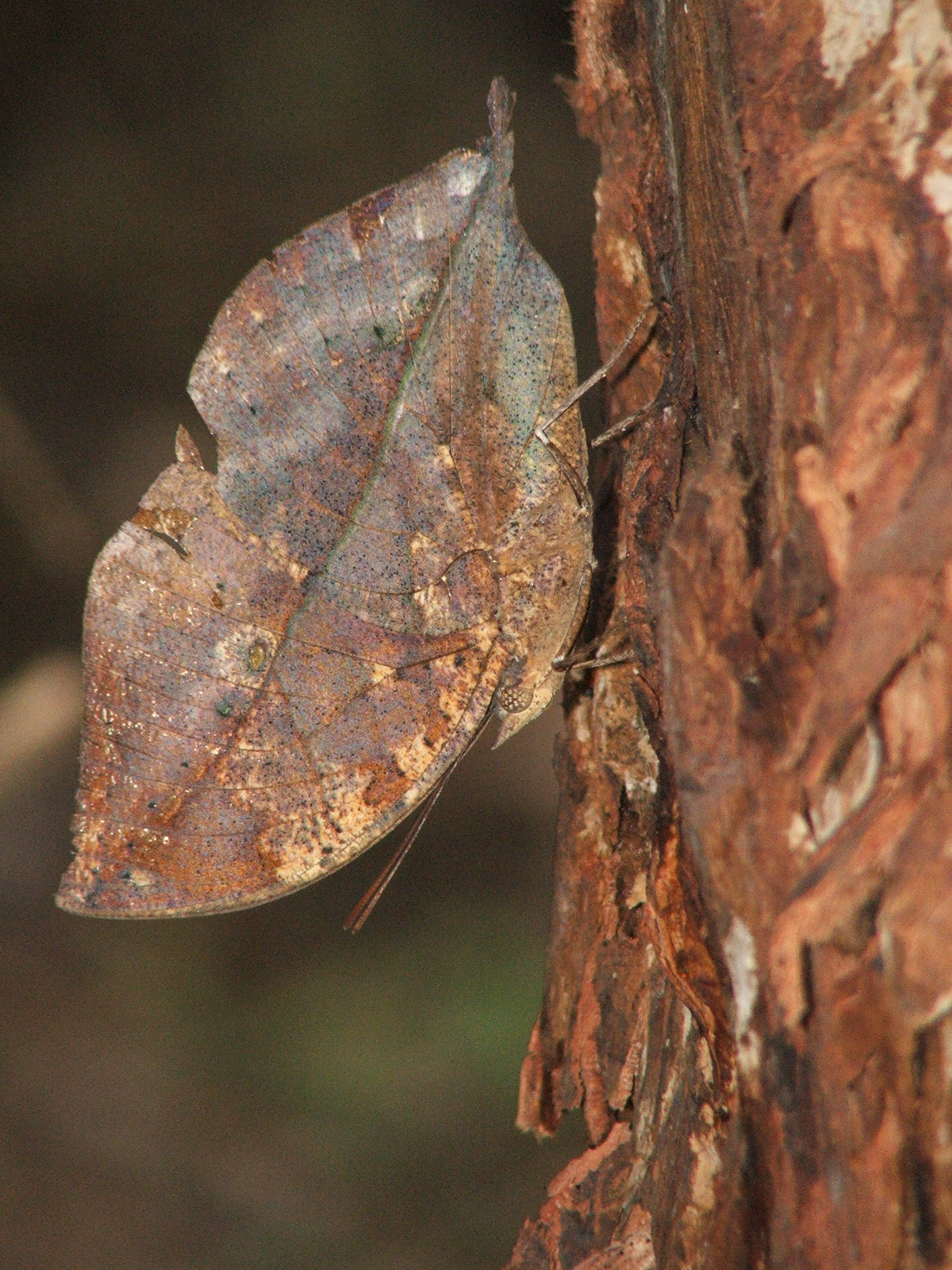
és alulról

## Életmódja
Az imágó erőteljes repülő rovar. Gyakran a vízfolyások melletti iszap fölött figyelhető meg, amint az ásványokat szívja ki. A fák gyantájával és a romladozó gyümölcsök nedveivel táplálkozik. A hernyó táplálékát a következő növények alkotják: Girardinia diversifolia, Polygonum orientale, Prunus persica, Dicliptera chinensis, Hygrophila salicifolia, Lepidagathis formosensis, Ruellia capitataus, Rostellularia pracumbens, Strobilanthes flaccidifolius, Strobilanthes glandulifera és Strobilanthes tashiroi. Ezt a lepkefajt madarak, hangyák, pókok, Trichogramma nembéli darazsak, valamint néhány baktérium tizedeli az állományait.

## Szaporodása
A Himalájában áprilistól októberig, Indiában néha decemberig repül. Lentebbi vidékeken évente akár három nemzedéke is lehet; az első és a második nemzedékek a leghosszabb életűek. A szabad természetben 22-31,5 °C-fok között, valamint 48-98%-os páratartalom mellett a Kallima inachus körülbelül 50 nap alatt válik a petéből imágóvá. A pete időszak körülbelül 6 napos, a hernyóé 36  napos (ez alatt pedig 5-6 stádiumon megy keresztül), a bebábozódás körülbelül 10 napig tart. Fogságban a hernyó állapot 36 napról lecsökkenthető 16,8-23 napra. A nőstény általában 245 petét rak; fogságban, megfelelő táplálék mellett a peték száma elérheti a 279-et is.

## Képek

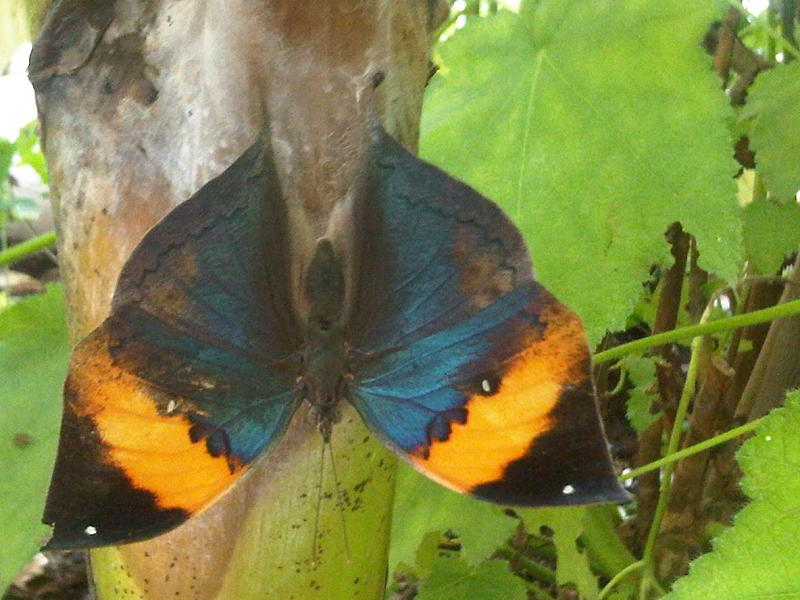
Felülről
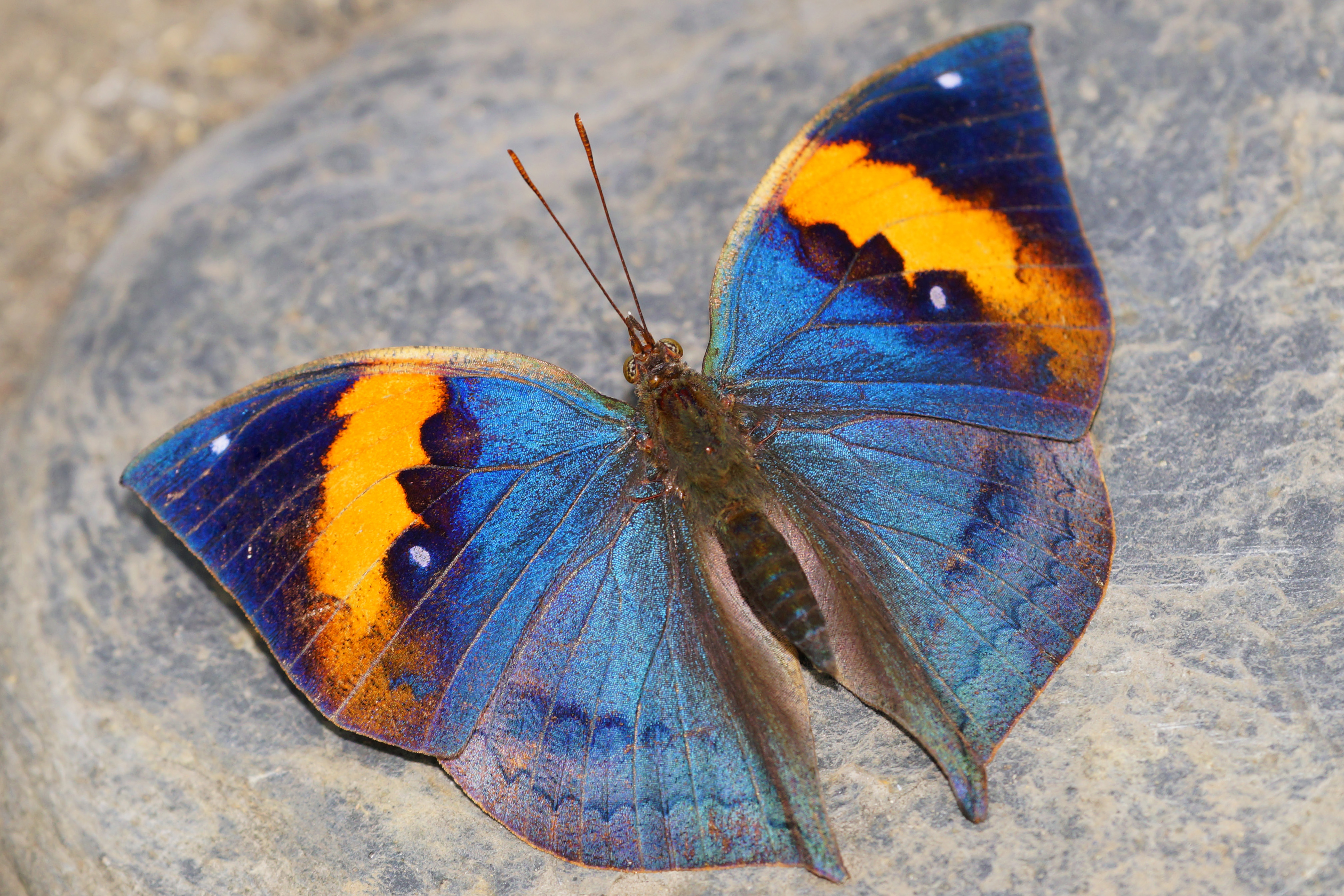
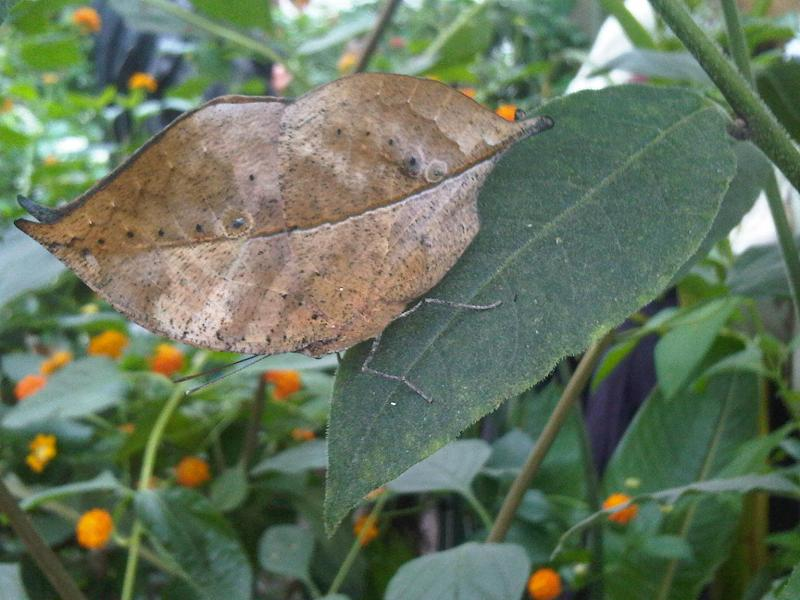
és
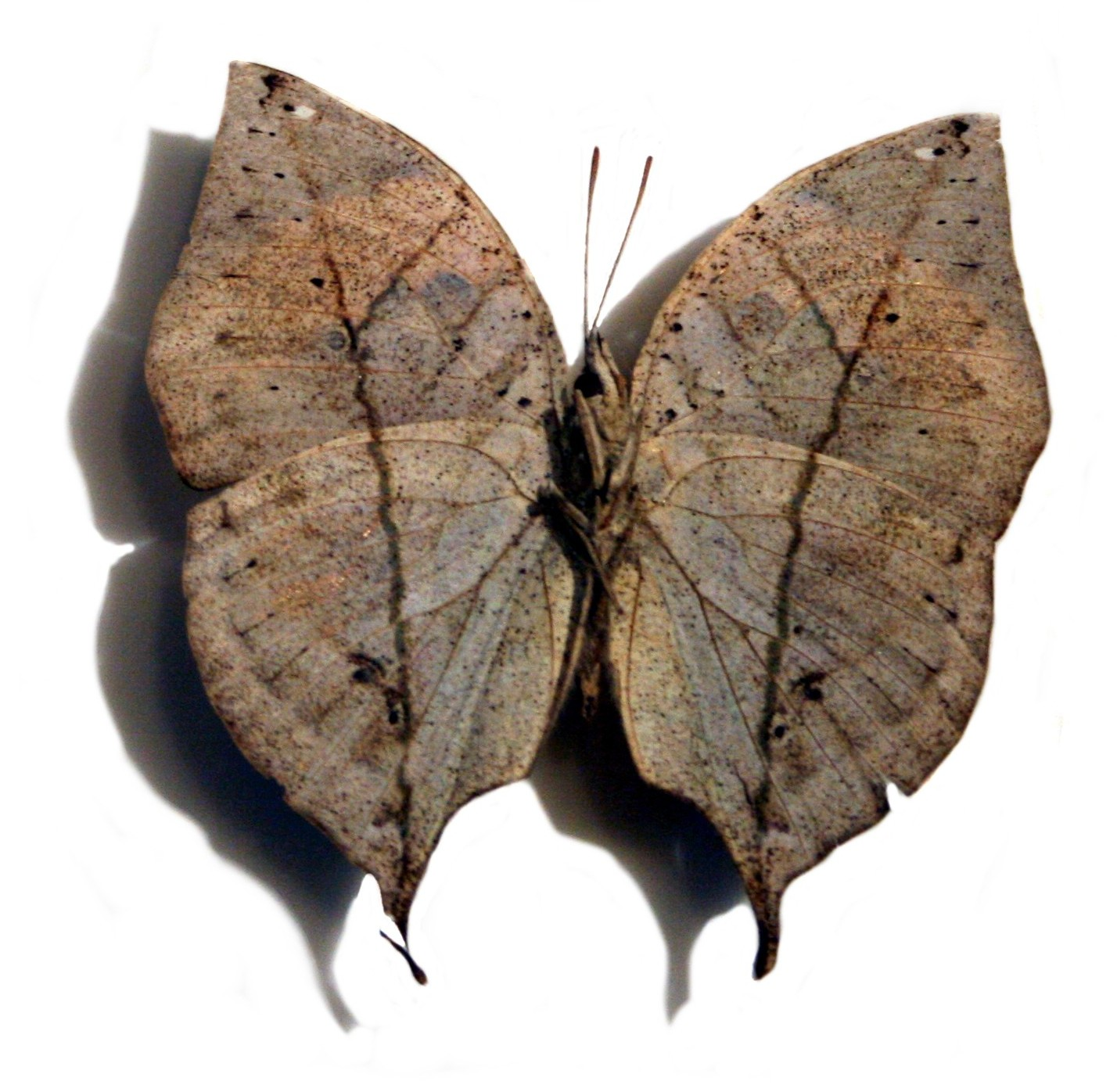
alulról
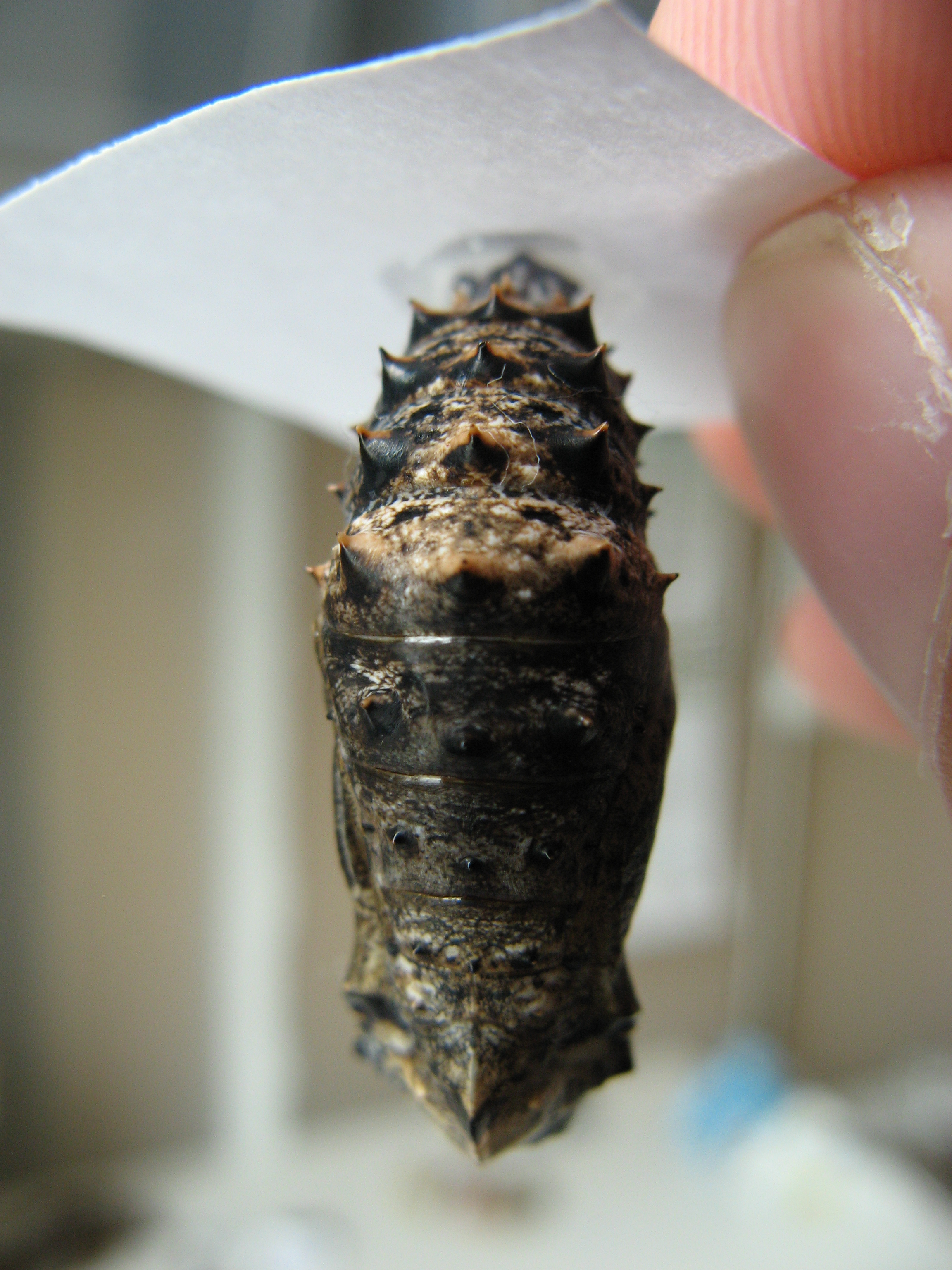
A báb háti része
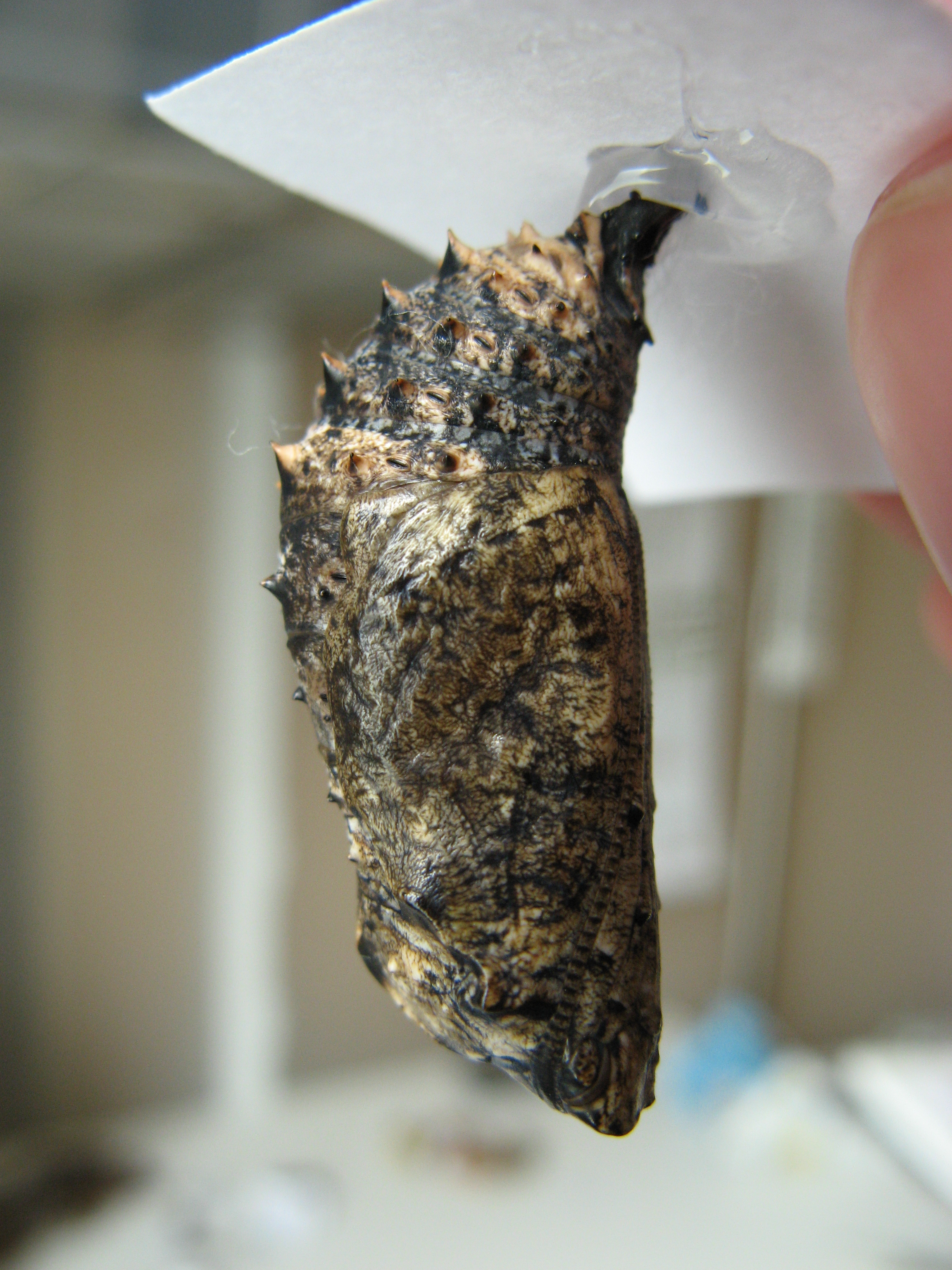
és oldala
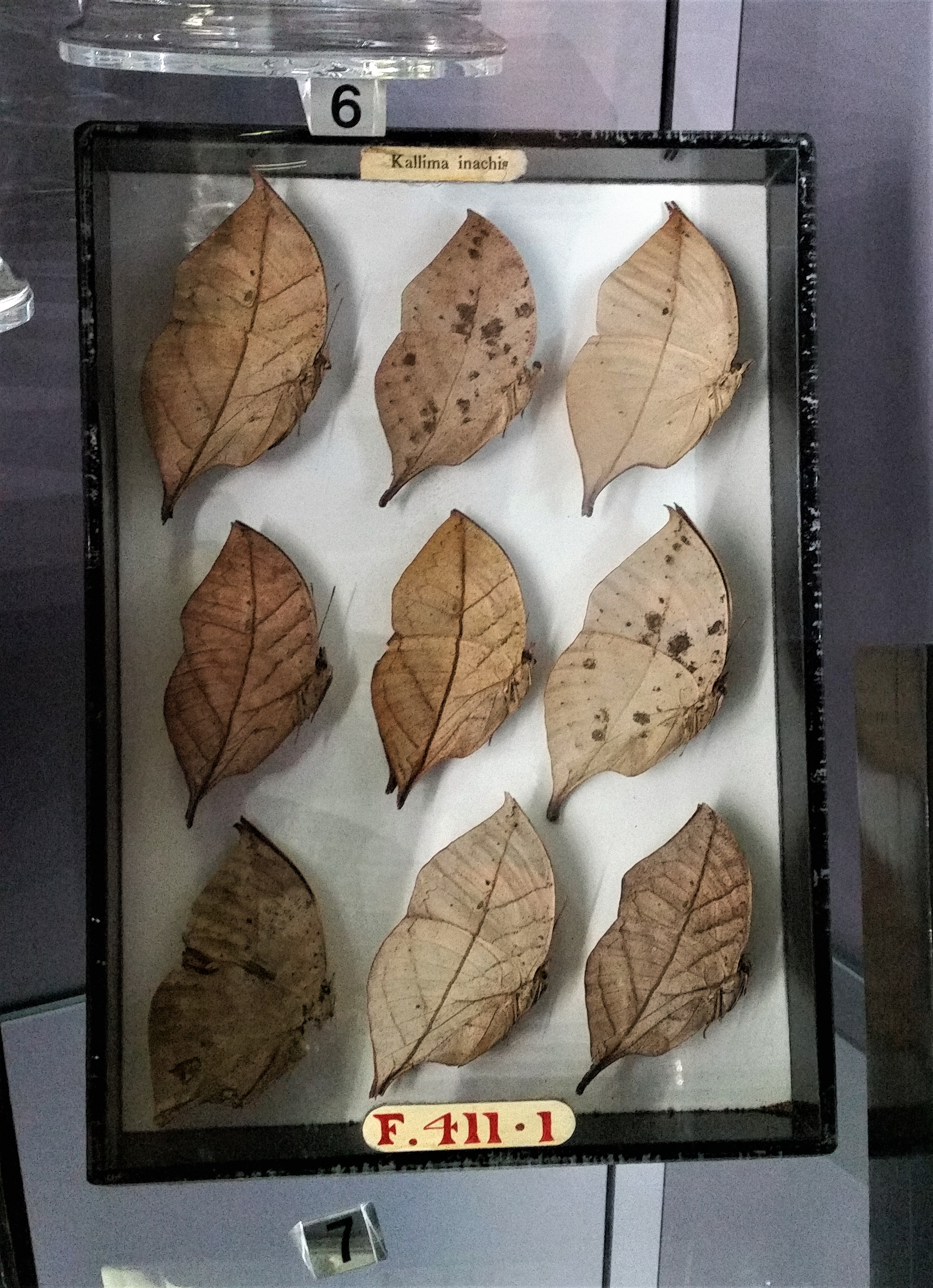
Különböző szín és árnyalat változatok; múzeumi példányok

## Fordítás
- Ez a szócikk részben vagy egészben  a   Kallima inachus című angol Wikipédia-szócikk ezen változatának fordításán alapul.  Az eredeti cikk szerkesztőit annak laptörténete sorolja fel. Ez a jelzés csupán a megfogalmazás eredetét és a szerzői jogokat jelzi, nem szolgál a cikkben szereplő információk forrásmegjelöléseként.